# 서라벌중학교
서라벌중학교(徐羅伐中學校)는 대한민국 서울특별시 강북구 우이동에 있는 사립 중학교이다.

## 학교 연혁
- 1956년 3월 : 김세종 박사 재단법인 ‘서라벌 예술학원’ 설립, 서울 용산구 후암동 339번지에 서라벌 중·고등학교 개교, 초대 한형석 교장 취임
- 1957년 7월 : 재단법인 ‘서라벌 예술학원’ 을 ‘서라벌 학원’ 으로 명칭 변경
- 1958년 4월 : 서울 성북구 돈암동 7번지로 교사 이전
- 1969년 3월 : 서라벌 중·고등학교 분리
- 1972년 12월 : 동일 구내 서라벌 예술대학 시설 인수
- 1974년 3월 : 고등학교 평준화(추첨제 입학)
- 1998년 2월 : 서울 강북구 우이동 103-9번지로 교사 신축 이전
- 2002년 10월 : 학교법인 ‘동진 학원’ 으로 법인 명칭 변경
- 2017년 12월 : ‘학교법인 동진학원’ 제1대 김성숙 이사장 취임
- 2018년 2월 : 제61회 졸업식(136명) 졸업생 총 27,933명 배출
- 2023년 2월 : 제66회 졸업식(112명)
- 2023년 3월 : 제68회 입학식(94명)
- 2023년 3월 : 제18대 윤경호 교장 취임

## 참고 자료
- 서라벌중학교 - 한국교육학술정보원 학교알리미